# Navisworks
Navisworks主要用於建築行業以擴充3D模型，如:Autodesk Revit、AutoCAD、MicroStation...等，Navisworks支援用戶開啟和組合3D模型，隨時導航它們並使用包括註釋在內的一組工具查看模型，紅線，觀點和測量。一系列外掛增強了封裝，增加了干涉檢查，4D時間模擬，照片級彩現和類似PDF的發布。
該軟體最初由英國雪菲爾(Sheffield)的開發商NavisWorks（Lightwork Design Ltd.的子公司）創立，但NavisWorks於2007年6月1日由Autodesk以2500萬美元的價格收購。

## 產品
Navisworks Freedom: 免費Navisworks檢視軟體
Navisworks Simulate
Navisworks Manage: 基於Simulate加上了干涉.衝突檢查

## 功能
Animator-可在模型中建立動畫物件
Scripter-可向模型中的動畫物件加入互動
TimeLiner-可讓您將模型連結至外部建構排程，以查看時間式和成本式規劃
Clash Detective-可讓您搜尋整個專案模型，在設計過程中及早識別跨專業領域干涉 (衝突) 此功能僅用於 Autodesk Navisworks Manage
Quantification-可協助自動估算材料、測量區域和對建築元件執行計數。您可以估算建構和改建專案，因此您可以減少計數和測量的時間，並將更多時間用於分析專案